# Förpackningsgas
Förpackningsgaser  är livsmedelstillsatser som används för att förpacka livsmedel. 
Exempel på förpackningsgaser, använda i det som kallas modifierad atmosfär, är olika kombinationer av syre, kväve (de vanligaste beståndsdelarna i luft) och koldioxid (en annan gas som är relativt vanlig i luften). Matvaror förpackas i med sådana gasblandningar för att hållbarheten ska förlängas. Livsmedel som förpackas med modifierad atmosfär måste i Sverige märkas med "förpackat i skyddande atmosfär".
Förpackningsgasernas E-nummer listas hos svenska Livsmedelsverket tillsammans med drivgaser. De senare används emellertid för att driva (trycka) ut t.ex. sprejer ur en förpackning. 